# 阿格里真托的腓里努斯
阿格里真托的腓里努斯（希臘語：Φιλῖνος）是公元前3世纪的一位历史学家，出生于西西里阿格里真托，生活于第一次布匿战争时期，并以亲迦太基视角记叙了这段历史。其著作被波利比烏斯作为来源用以描述第一次布匿战争。尽管波利比乌斯引用腓里努斯的作品，但也指责其存在偏见和不实。腓里努斯坚持认为，第一次布匿战争爆发缘由是罗马对西西里的干预违反了罗马和迦太基之间的协议，该条约承认罗马对意大利半岛拥有主权，而西西里则由迦太基控制。